# Paulette Libermann
Paulette Libermann   (9è districte de París, 14 de novembre de 1919 - Montrouge, 10 de juliol de 2007) va ser una matemàtica francesa.

## Vida i obra
Libermann va fer els estudis secundaris al Lycée Lamartine i el 1938 va ingressar a l'École normale supérieure de jeunes filles a Sèvres quan era dirigida per Eugénie Cotton qui pretenia oferir el mateix nivell d'ensenyament que a l'École Normale Supérieure dels nois. Per això va tenir com professors matemàtic importants com Élie Cartan, André Lichnerowicz o Jacqueline Ferrand. L'ocupació alemanya de França durant la Segona Guerra Mundial va impedir que es podés presentar a l'examen de graduació ja que era de família jueva i les lleis antisemites vigents no ho permetien. A partir de 1942, es va amagar a Lyon amb tota la seva família i el 1944, quan va poder tornar a París, després de l'alliberament, va passar l'examen i va obtenir la titulació.
Després de ser professor d'institut a Douai durant un curs, el 1947 és destinada a Estrasburg on va treballar en la seva tesi doctoral sota la direcció de Charles Ehresmann. El 1953 obté el doctorat a Estrasburg i l'any següent és nomenada professora de la universitat de Rennes on va romandre fins al 1966 quan va ser destinada a la universitat de París, en la qual es va retirar el 1986, tot i que va continuar amb les seves tasques de recerca fins poc abans de la seva mort el 2007.
Liberman va publicar una setantena d'articles científics en el camp de la geometria diferencial. Les seves aportacions més notables van ser sobre les varietats simplèctiques, sobre els grups de Lie i sobre la geometria diferencial d'ordre superior. El 1986-1987 va publicar, juntament amb Charles-Michel Marle i en quatre volums, la seva obra més notable: Géométrie symplectique: bases théoriques de la mécanique, que va ser immediatament traduïda a l'anglès amb un gran ressò.